# صدح مجيب
الصدح المُجَيَّب (أو ذو الجيوب أو ذو الأوراق متموجة الحواف) (باللاتينية: Commicarpus sinuatus) نوع نباتي من جنس الصدح من الفصيلة الشبّية.

## الموئل والانتشار
موطنه بلاد الشام ومصر.

## مرادفات للاسم العلمي
- (باللاتينية: Boerhavia sinuata (Meikle) Greuter & Burdet)
- (باللاتينية: Commicarpus ehrenbergii Täckh. & Boulos)

## الوصف النباتي
نبات عشبي.